# Imprenta Nacional de Costa Rica
La Junta Administrativa de la Imprenta Nacional de Costa Rica, también conocida como Imprenta Nacional, es el órgano encargado de la publicación de los Diarios Oficiales costarricenses. Fue fundada el 19 de noviembre de 1835.
Su publicación diaria es La Gaceta pero también ofrece servicios de litografía y producción gráfica. Hasta 2023 publicó también el Boletín Judicial, sin embargo este fue asumido por la Corte Suprema de Justicia.
En 2023 fue declarada como Institución Benemérita de la Patria.

## Diarios Oficiales[4]
La Gaceta
La Gaceta es el principal Diario Oficial de la República de Costa Rica, sirviendo la labor de Gaceta, donde se publican las distintas leyes, decretos, acuerdos y anuncios de interés general y público de la nación.
Su publicación es diaria, durante días hábiles.
Boletín Judicial
El Boletín Judicial es el Diario Oficial de la República de Costa Rica encargado de la publicación de los distintos anuncios de interés general de carácter judicial.Su publicación es diaria, durante días hábiles.
Boletín Informativo de la Procuraduría General de la República
El Boletín Informativo de la Procuraduría General de la República es el Diario Oficial de la República de Costa Rica encargado de la divulgación de los dictámenes y las opiniones jurídicas emitidas por la Procuraduría General de la República.

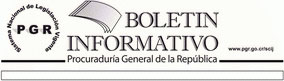
Logo Boletín Informativo PGR Costa Rica

Su publicación es mensual.